# 須藤シンジ
須藤 シンジ（すどう しんじ、1963年1月29日 - ）は、有限会社フジヤマストア／ネクスタイド・エヴォリューション代表取締役社長、特定非営利活動法人ピープルデザイン研究所代表理事。東京都出身。

## 人物紹介
明治学院大学卒業後、株式会社丸井に入社。宣伝、バイヤー、副店長などを歴任。次男が脳性麻痺で出生し、以来障害児の親として現行の福祉の世界（障害者を特別扱いし、一般の健常者を分けて扱う実態）の在り方に疑問を感じる。数年間ボランティア活動等に参加しながら、自身が能動的に起こせる活動の切り口を模索。2000年に独立し、マーケティングコンサルティング会社フジヤマストアを設立。商業施設をはじめとする多業種のブランディングディレクション（コンセプトメイク〜コミュニケーションプラン策定等）、研修、企画・運営を手がけている。2002年にソーシャル・プロジェクト、NEXTIDEVOLUTION（ネクスタイド・エヴォリューション）を開始。世界のトップクリエイターとのコラボレーションで、「意識のバリアフリー」をメッセージする活動を展開中。また2010年からは、従来型の「ユニバーサルデザイン」という表現に残る、福祉的なアプローチと一線を画す「ピープルデザイン（PEOPLE DESIGN）」という新たな概念を立ち上げ、障害の有無を問わずにハイセンスに着こなせるアイテムや、障害者を街に呼び込むための各種イベントをプロデュースしている。その活動は諸外国からも注目されており、現在はスポーツ、教育の分野にも活動のフィールドを広げると共に、同情を排除した障害者就労の促進にも力を入れている。

2011年春からは、慶應義塾大学商学部牛島ゼミに「ピープルデザイン研究室」を立ち上げ、渋谷の街を題材にしたフィールドワークなどを展開している。また、特定非営利活動法人シブヤ大学と連携して、2012年4月に特定非営利活動法人ピープルデザイン研究所を創設し、代表理事に就任した。このNPOでは渋谷という街をベースにし、そこに働く人と集う人々の行動をデザインすることで、ダイバーシティ/インクルージョンの街作りを目指し、活動している。

近年は国内外の教育関連機関からも注目されており、2012年7月31日 - 8月4日に福島県いわき市にて行われた、福島大学に設置されたOECD東北スクール運営事務局が開催する、OECDの教育復興支援プロジェクト「第2回東北スクール」に、ファシリテーターとして参加した。また、2011年12月にはオランダのTU Delft/デルフト工科大学にゲストスピーカーとして招かれ、2012年からは同大学MBA下期マスター取得コースにおいて「ピープルデザイン（PEOPLE DESIGN）」の授業を行っている。2013年と2014年には国立滋賀大学経済学部にて、2014年にはニュージーランドのワイカト大学にて授業を展開。従来の福祉や人権教育に変わる「ピープルデザイン」の概念を元にした各地の区民・市民向けの講演や、小・中学校の教員向けの研修、行政職員研修ならびに行政施策の立案業務まで、活動の幅を広げている。

2014年7月15日、自身も40年在住している神奈川県川崎市が、特定非営利活動法人ピープルデザイン研究所と、対NPOとしては初となる包括協定を締結。同日、川崎市役所にて福田市長と共に記者会見を行った。「ピープルデザイン」の考え方を活用し、多様な人々が混ざり合う賑わいのあるダイバーシティ(多様性)のまちづくりを目指して、2024年の市制100周年を見据え、2020年の東京オリンピック・パラリンピックをメルクマールに、取組を推進していくと発表した。
また2014年からは、自身が代表理事を務める特定非営利活動法人ピープルデザイン研究所 主催で「超福祉展(正式名称：2020年、渋谷。超福祉の日常を体験しよう展)」をプロデュース。2016年からは、オランダTU Delft/デルフト工科大学/Design Unitedのリサーチフェローに就任している。

## 著書
- 『意識をデザインする仕事「福祉の常識」を覆すピープルデザインが目指すもの』（2014年3月20日、阪急コミュニケーションズ）ISBN 4484132427

## 出演

### ラジオ番組
- LOHAS SUNDAY（J-WAVE、 2009年11月15日・2012年12月23日）
- JAM THE WORLD（J-WAVE、2010年3月12日）
- JK RADIO TOKYO UNITED（J-WAVE、2011年10月7日）
- GOOD MORNING PORT CITY Sunday（FM PORT、2012年1月15日・22日）
- BLUE OCEAN（TOKYO FM、 2012年11月12日）
- J-WAVE TOKYO MORNING RADIO（J-WAVE、 2013年4月11日）
- JAM THE WORLD（J-WAVE、 2013年9月3日）
- 土曜朝イチエンタ。堀尾正明+PLUS!（TBSラジオ、 2013年11月9日）
- The LIfestyle MUSEUM（TOKYO FM、 2013年11月22日）
- WONDER VISION（J-WAVE、 2014年3月16日）
- ON THE WAY ジャーナルWEEKEND 「内館牧子のエコひいきな人々」（TOKYO FM、 2014年4月12日）
- TOKYO MORNING RADIO（J-WAVE、 2014年8月14日）
- JAM THE WORLD（J-WAVE、2014年11月7日）
- J-WAVE SELECTION Super Welfare Tokyo !（J-WAVE、2014年11月9日）
- NHKジャーナル（NHKラジオ第1放送、2014年11月12日）
- I.AM（J-WAVE、2014年11月12日）
- WONDER VISION（J-WAVE、2014年11月16日）
- TOKYO GOOD DESIGN（J-WAVE、2015年4月20日）
- WONDER VISION（J-WAVE、2015年7月26日）
- TOKYO MORNING RADIO（J-WAVE、2015年10月8日）
- WONDER VISION（J-WAVE、2015年11月8日）
- JAM THE WORLD（J-WAVE、2015年11月10日）
- JAM THE WORLD（J-WAVE、2016年8月16日）
- WONDER VISION（J-WAVE、2016年9月4日）
- JAM THE WORLD（J-WAVE、2016年11月1日）
- J-WAVE SELECTION 「SUPER WELFARE TOKYO 2016 僕たちの未来」（J-WAVE、2016年11月6日）
- OTHERS（J-WAVE、2016年11月12日）
- WONDER VISION（J-WAVE、2016年11月13日）

### テレビ番組
- NHK BS1 「地球ドキュメントミッション　ファションの力でめざす 心のバリアフリー」2011年1月30日放送
- NHK BS1 「Tomorrow 〜3.11 その後に〜」2012年10月9日放送
- NHK BS1 「地球テレビ エル・ムンド」2013年2月21日放送
- 北海道文化放送 「石井ちゃんとゆく！」2013年3月21日放送
- TBS 「王様のブランチ」2013年3月30日放送
- BS11 「ウィークリーニュース ONZE」2013年5月12日放送
- TBS 「A-Studio ゲスト：要 潤」2013年8月30日放送
- NHK「首都圏ネットワーク」2014年11月12日放送
- NHK「ニュースウオッチ9」2014年11月12日放送
- TBS「はやチャン！」2014年11月13日放送
- NHK「視点・論点」「デザインでつくる"超福祉"」2014年12月10日放送
- NHK「首都圏ネットワーク」2015年11月10日放送
- NHK BS1「おもてなし最前線！ 東京オリンピックとバリアフリー（1） &（2）」2016年3月21日放送
- NHK「おはよう日本」2016年11月9日放送
- NHK「首都圏ニュース645」2016年11月13日放送